# 桜町弘子
桜町 弘子（さくらまち ひろこ、1937年6月16日 - ）は、日本の女優。本名は臼井 真琴。静岡県賀茂郡出身。静岡県立下田南高等学校卒業。

## 来歴
高校2年生の時に「ミス丹後ちりめん」のコンテストに応募して入選。そしてたまたま、地元の伊豆にロケに来ていた映画監督の松田定次がタクシーの運転手からこの話を聞き付けたことで桜町本人と会い、1956年に東映ニューフェイスの第3期生として迎える形で東映入りした。同期には里見浩太朗・大川恵子・大村文武らがいた。1957年、大友柳太朗・美空ひばり・大川橋蔵主演『大江戸喧嘩纏』に、松原 千浪の名で映画デビュー。
同年の『ふたり大名』から桜町 弘子に改名、以後丘さとみ・大川恵子らと東映三人娘として活躍。時代劇を中心に任侠映画・現代劇にも出演した。

## 主な出演

### 映画
- 忍術御前試合（1957年）
- 緋ぼたん肌（1957年）
- 恋風道中（1957年）
- ゆうれい船（前篇）（1957年）
- 隼人族の叛乱（1957年）
- 上方園芸 底抜け捕物帖（1987年）
- ふたり大名 （1957年）
- 水戸黄門（1957年、東映京都） - お琴
- 富士に立つ影 （1957年）
- 恋風道中（1957年）
- 朝晴れ鷹（1957年）
- 火の玉奉行（1958年）
- 直八子供旅（1958年）
- 大江戸七人衆（1958年）
- 隠密七生記（1958年）
- 花笠若衆（1958年）
- 鴬城の花嫁（1958年）
- 柳生旅ごよみ　女難一刀流（1958年）
- 若さま侍捕物帳　紅鶴屋敷（1958年）
- おしどり駕篭（1958年）
- 紫頭巾（1958年）
- おしどり駕籠（1958年）
- 丹下左膳 （1958年）
- 月の話奇談 変幻胡蝶の雨 （1958年）
- 変幻胡蝶の雨・月の輪族の逆襲 （1958年）
- 血汐笛（1958年）
- 新選組（1958年）
- 殿さま弥次喜多 怪談道中 （1958年）
- 旗本退屈男（1958年）
- 快傑黒頭巾（1958年）
- 国定忠治（1958年）
- 一心太助 天下の一大事（1958年）
- 右門捕物帖 片目の狼（1959年）
- 少年猿飛佐助（1959年）
- 孔雀城の花嫁（1959年）
- 新吾十番勝負（1959年）
- 旗本退屈男　謎の南蛮太鼓（1959年）
- 忠臣蔵 櫻花の巻・菊花の巻（1959年）
- 殿さま弥次喜多　捕物道中（1959年）
- 美男城（1959年）
- 丹下左膳 怒濤篇（1959年）
- お役者文七捕物暦 蜘蛛の巣屋敷（1959年）
- おしどり道中 （1959年）
- 水戸黄門（1960年） - 糸路
- 江戸の朝風（1960年）
- 半七捕物帖　三つの謎（1960年）
- 嫁さがし千両勝負　恋しぐれ千両勝負（1960年）
- 丹下左膳　妖刀濡れ燕（1960年）
- 危うし!　快傑黒頭巾（1960年）
- 海賊八幡船（1960年）
- 若さま侍捕物帳（1960年）
- 親鸞（1960年）
- 孤剣は折れず　月影一刀流（1960年）
- 丹下左膳 妖刀濡れ燕（1960年）
- 嫁さがし千両勝負（1960年）
- 恋しぐれ千両勝負（1960年）
- 鉄火大名（1961年）
- 幽霊島の掟（1961年）
- 江戸っ子肌（1961年）
- 又四郎行状記　神変美女蝙蝠（1961年）
- 富士に立つ若武者（1961年）
- 出世武士道（1961年）
- 新吾二十番勝負（1961年）
- 口笛を吹く無宿者（1961年）
- 新吾二十番勝負　第二部（1961年）
- お世継ぎ初道中（1961年）
- 家光と彦左と一心太助（1961年）
- 赤穂浪士 （1961年）
- 丹下左膳 濡れ燕一刀流 （1961年）
- 橋蔵の若様やくざ （1961年）
- 怪談お岩の亡霊 （1961年）
- 右門捕物帖 まぼろし燈籠の女（1961年）
- 八百万石に挑む男 （1961年）
- 反逆児 （1961年）
- 権九郎旅日記（1961年）
- 八幡鳩九郎（1962年）
- ちいさこべ（1962年）
- お坊主天狗（1962年）
- 若ざくら喧嘩纏（1962年）
- 花の折鶴笠（1962年）
- 右門捕物帖　紅蜥蜴（1962年）
- 右門捕物帖 卍蜘蛛（1962年）
- 源氏九郎颯爽記 秘剣揚羽の蝶（1962年）
- お姫様と髭大名（1962年）
- 丹下左膳 乾雲坤竜の巻（1962年）
- 胡蝶かげろう剣（1962年）
- まぼろし天狗（1962年）
- 血文字屋敷 （1962年）
- 若さま侍捕物帳 お化粧蜘蛛 （1962年）
- 雲の剣風の剣（1963年）
- 伝七捕物帖　女狐小判（1963年）
- 狐雁一刀流（1963年）
- 新吾二十番勝負　完結篇（1963年）
- 中仙道のつむじ風（1963年）
- 狐雁一刀流（1963年）
- 旗本退屈男　謎の竜神岬（1963年）
- 勢揃い東海道（1963年）
- 柳生武芸帳 片目水月の剣（1963年）
- 右門捕物帖 蛇の目傘の女（1963年）
- 銭形平次捕物控（1963年）
- 新吾番外勝負（1964年）
- 風の武士（1964年）
- 柔道一代　講道館の鬼（1964年）
- 風の武士（1964年）
- 車夫遊侠伝 喧嘩辰（1964年）
- 集団奉行所破り（1964年）
- 徳川家康（1965年）
- バラケツ勝負（1965年）
- いれずみ判官（1965年）
- 忍法忠臣蔵（1965年）
- 股旅 三人やくざ（1965年）
- 主水之介三番勝負（1965年）
- 任侠男一匹（1965年）
- 網走番外地 望郷篇（1965年）
- 流れ者仁義（1965年）
- 隠密侍危機一発（1965年）
- 関東やくざ嵐（1966年）
- 牙狼之介（1966年）
- 骨までしゃぶる（1966年）主演作
- 博徒七人（1966年）
- 博奕打ち（1967年）
- 続大奥(秘)物語（1967年）
- 懲役十八年（1967年）
- 兄弟仁義 続・関東三兄弟（1967年）
- 男涙の波門状（1967年）
- 男の勝負 関東嵐（1967年）
- 人間魚雷 あゝ回天特別攻撃隊（1968年）
- 日本暗黒史 情無用（1968年）
- 博奕打ち 総長賭博（1968年）
- 馬賊やくざ（1968年）
- 大奥絵巻（1968年）
- 忍びの卍（1968年）主演作
- 兄弟仁義　逆縁の盃（1968年）
- 侠客列伝（1968年）
- 日本女侠伝 侠客芸者（1969年）
- ごろつき部隊（1969年）
- 日本暗殺秘録（1969年）
- 極悪坊主　念仏人斬り旅（1969年）
- 日本女侠伝　侠客芸者（1969年）
- 関東テキヤ一家（1969年）
- 極道釜ヶ崎に帰る（1970年）
- 関東テキヤ一家 喧嘩仁義（1970年）
- 博徒一家（1970年）
- 札つき博徒（1970年）
- 関東兄弟仁義 仁侠（1971年）
- 任侠列伝 男（1971年）
- 山口組三代目（1973年）
- 江戸川乱歩の陰獣（1977年）
- 日本の首領 完結篇（1978年）
- ダイナマイトどんどん（1978年）
- 真田幸村の謀略（1979年）
- 炎のごとく（1981年）
- ビッグタウンふたりの朝（1993年）
- 民暴の帝王（1993年）
- 大阪極道戦争 しのいだれ（1994年）

### テレビドラマ
- 山の音（1963年、NET）
- あじさいの歌（1964年、NET）
- 嫁ぐ日まで（1964年、NET）
- 勝海舟（1965年、MBS）
- 銭形平次（1966年、CX）
  - 第26話「母恋い星」（1966年） - お絹
  - 第87話「女郎蜘蛛」（1967年） - お小夜
  - 第135話「呪われた能面」（1968年） - お甲
  - 第196話「木枯らしの女」（1970年） - お滝
  - 第356話「己之吉いのち」（1973年） - お房
  - 第776話「花火殺人事件」（1981年） - お篠
- 俺は用心棒 第8話「赤い提灯の下」（1967年、NET）
- 大奥（1968年、KTV）- お万の方
- 帰って来た用心棒 第7話「六角の闇から闇に」（1967年、NET）
- 素浪人 花山大吉 第9話「死んで花実が咲いていた」（1969年、NET） - 綾部雪乃
- 笑ってよいしょ 第2話「とっぽい女とつむじ風」（1969年、NTV）- あられ
- 俺は用心棒2 第1話「竜神の明り」（1969年、NET）
- あゝ忠臣蔵 （1969年、KTV） - おりん（吉良方の女間者）
- 天を斬る（1969年、NET）
- 特命捜査室（1969年、CX） - 桜弘子
- 怪奇ロマン劇場 第1話「生きている小平次」（1969年、NET）- おちか
- 水戸黄門 （TBS）
  - 第1部 第19話「どっこい生きてた湊川 -兵庫-」（1969年12月8日） - おせい
  - 第10部 第22話「赤い財布の恩返し -馬籠-」（1980年1月14日） - お勢
- 大坂城の女（1970年、KTV）-朝日姫
- 新吾十番勝負（1970年、KTV）
- 愛の劇場 / 波の塔（1970年、TBS） - 結城頼子
- 大忠臣蔵（1971年、NET）
- 遠山の金さん捕物帳（NET・東映）
  - 第64話「身代りになった女」（1971年） - おとよ
  - 第114話「笑って死んだ女」（1971年） - 菊乃
- お祭り銀次捕物帳 第8話「幽霊大泥棒」（1972年、CX） - おきぬ
- 大江戸捜査網（12ch・三船プロ）
  - 第109話「深川慕情」（1973年） - 染香
  - 第340話「遊女が秘めた一筋の涙」（1978年） - およう
  - 第395話「連発銃が呼ぶ母の面影」 （1979年） - おまさ
  - 第526話「邪険つばめ返し」（1982年） - 中澤初江
- 伝七捕物帳 （NTV）
  - 第7話「火の玉参上!」（1973年） - お新（お竜）
  - 第138話「義母の心　娘知らず」（1977年） - おるい
- ライオン奥様劇場（CX）
  - 夜蝶の舞い（1974年）
  - 徳川の女たち（1980年）
- 非情のライセンス 第2シリーズ 第39話「やさしい兇悪」（1975年、NET） - 屋台の女将
- 遠山の金さん 杉良太郎版 第1シリーズ 第67話「逢いに来た女」（1977年、NET/東映）-おしま
- 江戸の渦潮 第6話「 春風にのった母子 」（1978年、CX）
- 桃太郎侍 第149話「仁兵衛が惚れたお母ちゃん」（1979年、NTV）
- 影の軍団II 第8話「戦慄! 尼僧の赤い唇」（1981年、KTV） - おせい
- 天下御免の頑固おやじ 大久保彦左衛門（1982年、TBS） - 尾上
- ゴールデンワイド劇場 / 代理母（1982年、ANB）
- 遠山の金さん 第1シリーズ 第14話「母恋し! 緋牡丹仁義」（1982年、ANB / 東映） - おさと ※高橋英樹版
- 源九郎旅日記 葵の暴れん坊 第28話「怒れ! いごっそう土佐鯨」（1982年、ANB）
- 火曜サスペンス劇場 / 松本清張の霧の旗（1983年、NTV） - バー「海草」のママ
- 秘剣揚羽蝶 源氏九郎颯爽記（1983年、CX） - 加奈
- 木曜ゴールデンドラマ / 誘拐! 脅迫!（1983年、YTB）
- 必殺仕事人IV 第12話「勇次鼠小僧と間違われる」（1984年、ABC） - 浪路
- 暴れん坊将軍シリーズ（ANB / 東映）
  - 暴れん坊将軍I
    - 第161話「笑って散った流転の女」(1981年) - お葉

  - 暴れん坊将軍II
    - 第47話「天下御免のじゃじゃ馬馴らし」(1984年) - おふじ
    - 第124話「南国の美女、華麗なる復讐!」（1985年） - お蘭
    - 第181話「夢かるた、師走の謎唄!」（1986年） - 永井

  - 暴れん坊将軍VI
    - 第17話「人参に咲いた花祝言」（1995年） - お糸
- 火曜スーパーワイド / 祇園のゲイシャ弁護士(2)（1989年、ABC）
- 土曜ワイド劇場 / 桜吹雪美人スリ三姉妹がいく（1997年、ABC）
- ドラマ30 / 蔵の宿（2000年、CBC）
- 新・京都迷宮案内 第6シリーズ 第5話「見えない紅葉…祇園から消えた女」（2003年、EX）

### バラエティー番組
- スター千一夜（フジテレビ）
- クイズ面白ゼミナール（NHK総合）
- 脱線問答（NHK総合）
- この人「片岡千恵蔵　市川右太衛門ショー」（NHK総合）